# Apseudes unicus
Apseudes unicus är en kräftdjursart som beskrevs av Kudinova-pasternak, Past. 1981. Apseudes unicus ingår i släktet Apseudes och familjen Apseudidae. Inga underarter finns listade i Catalogue of Life.